# Paisatge català (Armet i Portanell)
Paisatge català és una pintura sobre tela feta per Josep Armet i Portanell durant l'últim quart segle xix i que es troba conservada actualment a la Biblioteca Museu Víctor Balaguer, amb el número de registre 3822, d'ençà que va ingressar el 26 d'octubre de 1884, com una peça més del Llegat Fundacional.	

## Descripció
Es tracta d'un paisatge amb unes runes en primer terme, al centre del quadre. Les runes són de difícil identificació (grans pedres), estan situades junt a un grup d'arbres frondosos al costat esquerre, i entre elles hi ha una dona dempeus, amb un gran cistell. Al seu darrere hi apareix un pagès amb barretina, assegut damunt d'un fragment de mur.	

## Inscripció
Al quadre es pot llegir la inscripció J. Armet.